# Vaxis – Act I: The Unheavenly Creatures
Vaxis – Act I: The Unheavenly Creatures es el noveno álbum de estudio de la banda estadounidense de rock progresivo Coheed and Cambria. Fue lanzado el 5 de octubre de 2018 a través del sello Roadrunner Records. Este álbum marcó regreso del concepto Amory Wars de la banda después de The Color Before the Sun (2015).

## Antecedentes y grabaciones
Fue grabado entre enero y marzo de 2018, The Unheavenly Creatures continúa el concepto de Amory Wars de la banda, a diferencia de su álbum anterior The Color Before the Sun. El 31 de mayo de 2018, la banda lanzó las dos primeras pistas del álbum, "Prologue" y "The Dark Sentencer", en YouTube. La lista de canciones y la carátula del álbum se publicaron el 22 de junio de 2018 después de días de teasers que mostraban fragmentos de la carátula. La banda lanzó la canción "Unheavenly Creatures", que es la tercera pista del álbum, el 28 de junio. El 16 de agosto, se lanzó "The Gutter" y el 27 de septiembre, se lanzó "Old Flames".
La música de The Unheavenly Creatures ha sido descrita por los críticos musicales como rock progresivo, y se destacan muchas canciones que abarcan influencias como el heavy metal, el hard rock, el indie rock y el post-punk.

## Lanzamiento
El álbum fue lanzado el 5 de octubre de 2018. Una versión de lujo del álbum incluye una novela escrita por el vocalista y guitarrista de la banda, Claudio Sánchez, y su esposa Chondra Echert, con ilustraciones de Chase Stone, una réplica de la máscara "Creature" del video musical "Unheavenly Creatures" diseñada a medida por Claudio Sánchez, una "Black Card" de Coheed and Cambria que permite a los fanáticos acceso anticipado a las entradas junto con la entrada gratuita a los espectáculos principales de Coheed and Cambria y fue válida hasta el 19 de diciembre de 2019, un póster de tres pliegues que contiene la obra de arte del álbum, así como un certificado de autenticidad firmado por los cuatro miembros de la banda y un CD de demostración, The Crown Heights Demos. 
La canción "Unheavenly Creatures" fue lanzada como contenido descargable para el juego Rock Band 4.

## Lista de canciones
Todas las canciones escritas y compuestas por Claudio Sanchez. 
| Vaxis – Act I: The Unheavenly Creatures |                                  |          |  |
| N.º                                     | Título                           | Duración |  |
| 1.                                      | «Prologue»                       | 2:07     |  |
| 2.                                      | «The Dark Sentencer»             | 7:44     |  |
| 3.                                      | «Unheavenly Creatures»           | 4:14     |  |
| 4.                                      | «Toys»                           | 6:27     |  |
| 5.                                      | «Black Sunday»                   | 4:46     |  |
| 6.                                      | «Queen of the Dark»              | 5:51     |  |
| 7.                                      | «True Ugly»                      | 5:25     |  |
| 8.                                      | «Love Protocol»                  | 4:29     |  |
| 9.                                      | «The Pavilion (A Long Way Back)» | 5:11     |  |
| 10.                                     | «Night-Time Walkers»             | 5:09     |  |
| 11.                                     | «The Gutter»                     | 5:49     |  |
| 12.                                     | «All on Fire»                    | 5:40     |  |
| 13.                                     | «It Walks Among Us»              | 5:29     |  |
| 14.                                     | «Old Flames»                     | 5:50     |  |
| 15.                                     | «Lucky Stars»                    | 5:08     |  |

## Posicionamiento en lista
| Lista (2018)                       | Posición |
| ---------------------------------- | -------- |
| Alemania (Offizielle Top 100)      | 46       |
| Australian Albums (ARIA)           | 49       |
| Canadá (Billboard Canadian Albums) | 58       |
| Escocia (Scottish Albums Chart)    | 23       |
| Estados Unidos (Billboard 200)     | 14       |
| Reino Unido (UK Albums Chart)      | 36       |

## Personal
Coheed and Cambria
- Claudio Sanchez – vocalista, guitarra
- Travis Stever – guitarra, coros
- Zach Cooper – bajo, coros
- Josh Eppard – batería